# 2783 Chernyshevskij
2783 Chernyshevskij eller 1974 RA2 är en asteroid i huvudbältet som upptäcktes den 14 september 1974 av den rysk-sovjetiske astronomen Nikolaj Tjernych vid Krims astrofysiska observatorium på Krim. Den har fått sitt namn efter den ryske författaren Nikolaj Tjernysjevskij.
Asteroiden har en diameter på ungefär 6 kilometer.